# بویوک‌بی (کاهتا)
بویوک‌بی {{ترکی|Büyükbey) (به کردی: Kîrbiz) یک منطقهٔ مسکونی کردنشین در ترکیه است که در کاهتا واقع شده‌است.